# Beaucouzé

Beaucouzé este o comună în departamentul Maine-et-Loire, Franța. În 2009 avea o populație de 5,020 de locuitori.